# Taphrina rostrupiana
Taphrina rostrupiana är en svampart som först beskrevs av Sadeb. och som fick sitt nu gällande namn av Karl Giesenhagen 1895.
Taphrina rostrupiana ingår i släktet Taphrina och familjen häxkvastsvampar. Inga underarter finns listade i Catalogue of Life.